# Arnold Machin
Arnold Machin (* 30. September 1911 in Stoke-on-Trent, Staffordshire; † 9. März 1999 in Eccleshall, Staffordshire) war Designer von Münzen und Briefmarken in London, England. Er wurde ausgewählt für den Entwurf von Münzen und Briefmarken mit dem Bildnis von Königin Elisabeth II., die in den Jahren 1967 bis 1989 im Vereinigten Königreich, Neuseeland, Australien und Kanada erschienen.

## Leben
Machin stammte aus Staffordshire in England und wurde dort am 30. September 1911 in Stoke-on-Trent geboren. Im Alter von 14 Jahren begann er eine Lehre als Porzellanmaler. Danach erlernte er die Bildhauerei an der Art School Stoke-on-Trent, heute Staffordshire University. 1934 traf er seine Frau Patricia an seinem neuen Studienort, wo er die Derby School of Art besuchte. Von 1937 bis 1940 war er Stipendiat am Royal College of Art London. Im Zweiten Weltkrieg war er als Kriegsdienstverweigerer aus Gewissensgründen für ein Jahr im Gefängnis. Arnold Machin und seine Frau Patricia hatten einen 1949 geborenen Sohn Francis Machin, der ebenfalls den Künstlerberuf ergriff. Arnold Machin starb am 9. März 1999 in seinem Haus Garmelow Manor, Eccleshall, Stafford Borough, Staffordshire, südlich von Stoke-on-Trent.

## Arbeit
Nach seinem Studium am Royal College of Art arbeitete Machin als Designer für die Porzellanmanufaktur Wedgwood. 1947 wurde er in die Royal Academy of Arts London gewählt als Associate Member, 1956 als Vollmitglied. Seit 1951 war er Lehrer am  Royal College of Art in London.
Im Jahr 1964 wurde Machin ausgewählt für den Entwurf der Porträts der Königin Elisabeth II. auf den neuen Dezimalmünzen Englands. Dieses Porträt wurde bis 1984 für alle britischen Münzen benutzt. Auch für die Vorderseiten der Münzen Neuseelands, Australiens und Kanadas diente der Porträtentwurf Machins. Auch für die britischen Briefmarken entwarf Machin das Porträt der Königin. Als sein bekanntestes Werk gilt die Freimarkenserie mit dem Bildnis von Elisabeth II. der britischen Royal Mail, die seit 1967 bis zum Tod der Königin im Jahre 2022 ausgegeben wurde.

## Eponyme
Am 4. Mai 1999 wurde der zuvor am 19. Februar 1974 vom tschechischen Astronomen Luboš Kohoutek an der Hamburger Sternwarte im Hamburger Stadtteil Bergedorf entdeckte Asteroid (3109) Machin nach Machin benannt.